# Schaefferia maxima
Schaefferia maxima är en urinsektsart som beskrevs av Louis Deharveng och ?E. Thibaud 1980. Schaefferia maxima ingår i släktet Schaefferia och familjen Hypogastruridae. Inga underarter finns listade i Catalogue of Life.